# 三田一郎
三田一郎（日语：／ Sanda Ichiro，1944年3月4日—），日本物理學家，現在擔任神奈川大學物理學教授。三田一郎最著名的貢獻是將B介子混合可以出現CP破壞。他曾獲得1993年井上學術賞、1997年度仁科記念賞、2002年度中日文化賞、2004年櫻井獎。他也在2002年獲得紫綬褒章。學術界以外，三田一郎是一位虔誠的天主教徒，在東京總教區擔任執事一職。其宗教著作包括《為什麼科學家相信神》一書。

## 生平
三田一郎出生於東京都，就讀中學2年級時，因為父親工作而移居美國。他在1965年畢業於伊利诺伊大学厄巴纳-香槟分校，並於1969年取得普林斯頓大學博士學位。他從1971年至1974年間於哥倫比亞大學及費米國立加速器實驗室進行研究。1974年至1992年間，三田一郎擔任洛克菲勒大學助理教授。他後來返回日本，從1992年擔任名古屋大學教授。他從2006年成為神奈川大學工學部物理學教授。

## 著書
- 三田一郎. . 岩波書店. 2001. ISBN 978-4000111423.
- I. I. Bigi, A. I. Sanda. . Cambridge University Press. 2000. ISBN 978-0521055765.

## 外部連結
- 履歷書（文部科学省）
- ArXiv papers
- Scientific articles[永久] of Anthony I. Sanda (SLAC database)